# Bolxevik (Stàvropol)
|  | Per a altres significats, vegeu «Bolxevik». |

Bolxevik (en rus: Большевик) és un poble (un khútor) del krai de Stàvropol, a Rússia, que en el cens del 2010 tenia 726 habitants. Pertany al districte rural de Blagodarni.